# Mamestra meridiana
Mamestra meridiana är en fjärilsart som beskrevs av John Tenison Salmon 1956. Mamestra meridiana ingår i släktet Mamestra och familjen nattflyn. Inga underarter finns listade i Catalogue of Life.